# 1997-es jégkorong-világbajnokság
Az 1997-es jégkorong-világbajnokság a 61. világbajnokság volt, amelyet a Nemzetközi Jégkorongszövetség szervezett. A vb-ken a csapatok négy szinten vettek részt. A világbajnokságok végeredményei alapján alakult ki az 1998-as jégkorong-világbajnokság selejtezőjének és a csoportjainak mezőnye.
Az 1997-es világbajnokságot követően az A csoport mezőnyét 16 csapatosra bővítették. A B csoport első helyezettje (Fehéroroszország) automatikusan az A csoportba került. A B csoport harmadik helyezettje Svájc lett, az 1998-as rendezőjeként automatikusan az A csoportba rangsorolták. Az A csoport 12., valamint a B csoport 2., 4., 5. helyezettje selejtezőt játszott.

## A csoport
1–12. helyezettek
- Kanada – Világbajnok
- Svédország
- Csehország
- Oroszország
- Finnország
- Egyesült Államok
- Lettország
- Olaszország
- Szlovákia
- Németország
- Franciaország
- Norvégia – Selejtezőt játszott az A csoportban maradásért

## B csoport
13–20. helyezettek
- Fehéroroszország – Feljutott az A csoportba
- Kazahsztán – Selejtezőt játszott az A csoportba jutásért
- Svájc – Az 1998-as A csoportos vb rendezőjeként az A csoportba rangsorolták
- Ausztria – Selejtezőt játszott az A csoportba jutásért
- Lengyelország – Selejtezőt játszott az A csoportba jutásért
- Nagy-Britannia
- Hollandia
- Dánia

## C csoport
21–28. helyezettek
- Ukrajna – Feljutott a B csoportba
- Szlovénia – Feljutott a B csoportba
- Észtország – Feljutott a B csoportba
- Japán – Távol-keleti selejtezőt játszott az A csoportba jutásért
- Románia
- Magyarország
- Kína – Távol-keleti selejtezőt játszott az A csoportba jutásért
- Litvánia

## D csoport
29–36. helyezettek
- Horvátország – Feljutott a C csoportba
- Dél-Korea – Távol-keleti selejtezőt játszott az A csoportba jutásért
- Spanyolország – Feljutott a C csoportba
- Jugoszlávia – Feljutott a C csoportba
- Izrael
- Ausztrália
- Bulgária
- Belgium